# Gare de Saint-André-de-Corcy
Gare de Saint-André-de-Corcy – stacja kolejowa w Saint-André-de-Corcy, w departamencie Ain, w regionie Owernia-Rodan-Alpy, we Francji.
Została otwarta w 1866 r. przez Compagnie des chemins de fer de Paris à Lyon et à la Méditerranée (PLM). Dziś jest przystankiem kolejowym Société nationale des chemins de fer français (SNCF), obsługiwanym przez pociągi TER Rhône-Alpes.

## Położenie
Znajduje się na wysokości 297 m n.p.m., na km 27,442 linii Lyon – Bourg-en-Bresse, pomiędzy stacjami Mionnay i Saint-Marcel-en-Dombes.